# Artillería de cohetes

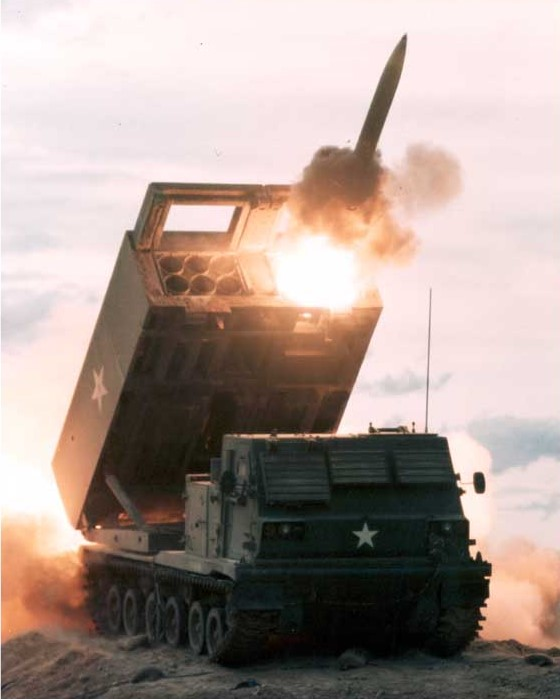
M270 Multiple Launch Rocket System (MLRS) Lanzador de cohetes.

La artillería de cohetes es una clase de artillería que está equipada con cohetes en vez de artillería convencional como 
morteros o cañones. La artillería de cohetes incluye los lanzadores de cohetes múltiples.

## Historia

### Cohetes premodernos
Los primeros casos documentados de uso de cohetes militares ocurrieron en la antigua China en forma de flechas de fuego. Los coreanos inventaron un tipo de cohete llamado Singijeon y después fue copiado por sus conquistadores los Mongoles quienes los usaron contra los Turcos y quienes en cambio también los usaron contra los europeos. El ejército británico empleo los cohetes Congreve desde el siglo XVIII y los siguieron usando hasta mediados del siglo XIX pero se dejaron de usar cuando se desarrollaron mejores cañones. El ejército paraguayo utilizó cohetes de diseño británico de manufactura propia y otras modificaciones para propósitos especiales, durante la Guerra de la Triple Alianza, a finales del siglo XIX.

### Segunda Guerra Mundial

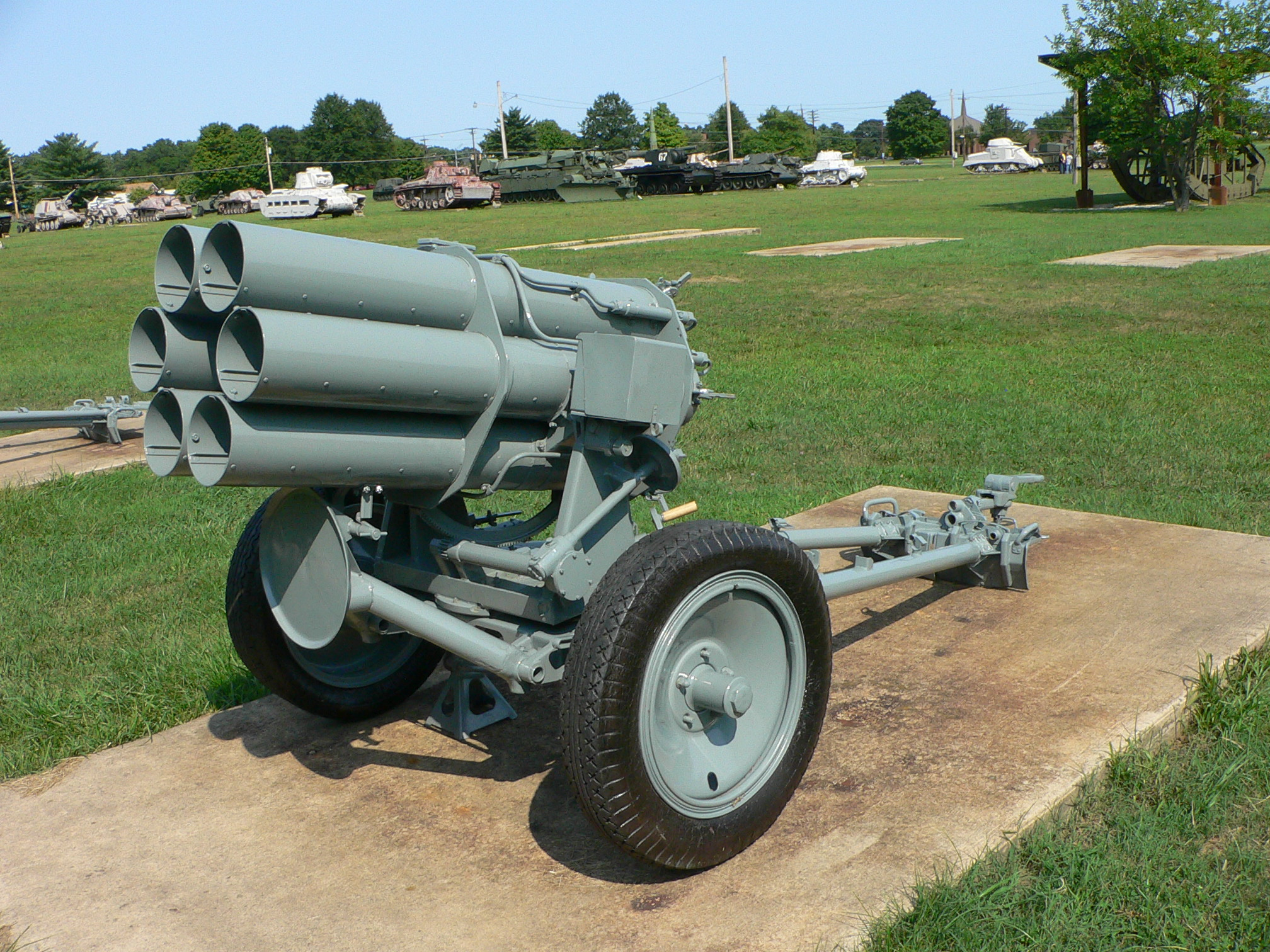
Nebelwerfer alemán de la Segunda Guerra Mundial.

Durante la Segunda Guerra Mundial los alemanes inventaron lanzacohetes como el Nebelwerfer y lo montaron en diferentes vehículos entre ellos el SdKfz 4/1 mientras que la Unión Soviética produjo lanzacohetes Katyusha en grandes cantidades. Los aliados occidentales también usaron cohetes pero en menor cantidad, ejemplos de estos cohetes incluyen el Land Mattress canadiense que se podría usar también como caza-submarinos y el T-34 Calliope estadounidense que era una modificación del M4 Sherman.

### Lanzacohetes modernos
Los lanzacohetes móviles son el tipo de cohetes de artillería más usados, los estadounidenses usan el MLRS que puede lanzar hasta 12 cohetes por minuto y completamente cubrir un área de un kilómetro cuadrado con bombas de racimo. Hay diferentes modelos alrededor del mundo como el RM-70 de Checoslovaquia el BM-30 de Rusia o el TAM VCLC de Argentina